# Superhob
Superhob er en stor gruppe af mindre galaksehobe eller galaksegrupper, der er blandt de størst kendte strukturer i kosmos. Mælkevejen er en del af den lokale galaksegruppe (der indeholder omkring 30 galakser), der igen er en del af Laniakea-superhoben. Denne superhob spænder over 500 millioner lysår, mens den lokale gruppe spænder over 10 millioner lysår. Antallet af superhobe i det observerbare univers estimeres til omkring 10 millioner.
Galakser er grupperet i hobe i stedet for at være fordelt tilfældigt. Desuden indgår hobe af galakser i superhobe. Typisk indeholder superhobe dusinvis af individuelle hobe gennem et område af rummet på omkring 150 millioner lysår på tværs. Ulig hobe, er de fleste superhobe ikke bundet sammen af tyngdekraft. Hobe er generelt på vej væk fra hinanden på grund af Hubble flow.
Mælkevejen er i en lokal gruppe, der er en fattige og irregulær hob af galakser. Fattige hobe kan indeholde kun nogle få dusin galakser, i modsætning til rige hobe, med hundrede eller tusinder. Den lokale gruppe er tæt på den lokale superhob (også kendt som Virgo-superhoben), der har en diameter på 100 millioner lysår. Den lokale superhob indeholder samlet set omkring 1015 gange Solens masse.
Den største hob i det observerbare univers hedder Den store tiltrækker. Dens tyngdekraft er så stærk at den lokale superhob, herunder også Mælkevejen, bevæger sig direkte mod den med en hastighed på flere hundrede kilometer per sekund. Den største superhob uden for det lokale univers er Perseus–Pegasus Filament. Den indeholder Perseus-superhoben og strækker sig over en milliard lysår, hvilket gør den til en af de største kendte strukturer i universet.